# نفرتی که تو می‌کاری (فیلم)
نفرتی که تو می‌کاری (انگلیسی: The Hate U Give) یک فیلم در ژانر درام به کارگردانی جورج تیلمن است که در سال ۲۰۱۸ منتشر شد. این فیلم سینمایی اقتباسی است از کتابی با عنوان نفرتی که تو می‌کاری از نویسنده آمریکایی انجی توماس

## بازیگران
- آماندلا استنبرگ
- رجینا هال
- آنتونی مکی
- راسل هرنزبی
- سابرینا کارپنتر
- کامن
- آلجی اسمیت